# کاسکلن
کاسکلن (به لاتین: Kaskelen}} یک شهر در قزاقستان است که در استان آلماتی واقع شده‌است.

## خصوصیات
کاسکلن  ۵۸٬۴۱۸ نفر جمعیت دارد.